# Hyphodontia nudiseta
Hyphodontia nudiseta är en svampart som beskrevs av Warcup & P.H.B. Talbot 1963. Hyphodontia nudiseta ingår i släktet Hyphodontia och familjen Schizoporaceae.   Inga underarter finns listade i Catalogue of Life.